# Коммунистическая партия Ямайки
Коммунистическая партия Ямайки (англ. Communist Party of Jamaica) — коммунистическая партия в Ямайке, основана в 1975.
Основана 1 августа 1975. Инициаторами создания партия были Конгресс независимых профсоюзов Ямайки и ряд левых политических групп. Генеральным секретарём был избран Крис Лоуренс, председателем — Синклер (H. L. Sinclair).
На стадии подготовке к созданию партии был сформирован «Подготовительный комитет Коммунистической партии Ямайки». В этот период Лига освобождения рабочих отказалась от участия в комитете и основала в 1978 марксистскую Рабочую партию Ямайки, ставшую более влиятельной политической силой, чем КПЯ.
В 1976 поддержала чрезвычайное положение, введённое правительством Ямайки. В конце 1970-х и в 1980-е поддерживала социалистическую Народную национальную партию.
Связей с КПСС не поддерживала.